# Gnopharmia sinesefida
Gnopharmia sinesefida är en fjärilsart som beskrevs av Eugen Wehrli 1941. Gnopharmia sinesefida ingår i släktet Gnopharmia och familjen mätare. Inga underarter finns listade i Catalogue of Life.